# Fabián Trujillo
Jorge Fabián Trujillo Cáceres (06 de julio de 1986 en Montevideo, Uruguay) es un futbolista uruguayo. Juega de mediocampista y su club actual es Club Social y Deportivo Los Halcones.

## Trayectoria
Debutó en el Club Atlético Cerro en el año 2006, club en el cual se coronó campeón de la Liguilla Pre-Libertadores de América 2009 disputando luego la Copa Libertadores 2010. En 2011 fue contratado por el Centro Atlético Fénix para disputar la Copa Sudamericana 2011. En 2012 retornó al Club Atlético Cerro. En 2014 fue transferido al Club Atlético Progreso donde permaneció por un año para luego ser contratado en 2015 por la Liga de Portoviejo.

## Clubes
| Club                                 | País         | Año         |
| ------------------------------------ | ------------ | ----------- |
| Club Atlético Cerro                  | Uruguay      | 2006-2011   |
| Centro Atlético Fénix                | Uruguay      | 2011-2012   |
| Club Atlético Cerro                  | Uruguay      | 2012-2013   |
| Club Atlético Progreso               | Uruguay      | 2014        |
| Liga de Portoviejo                   | Ecuador      | 2015        |
| Club Atlético Progreso               | Uruguay      | 2015 - 2016 |
| Libre                                | Bandera de ? | 2016        |
| Club Atlético Mar de Fondo           | Uruguay      | 2017        |
| La Luz FC                            | Uruguay      | 2017-2019   |
| Central Español                      | Uruguay      | 2020        |
| Colón Fútbol Club                    | Uruguay      | 2021        |
| Club Social y Deportivo Los Halcones | Uruguay      | 2022        |

| Título                               | Equipo              | País    | Año  |
| ------------------------------------ | ------------------- | ------- | ---- |
| Torneo Apertura Segunda División     | Club Atlético Cerro | Uruguay | 2006 |
| Liguilla Pre-Libertadores de América | Club Atlético Cerro | Uruguay | 2009 |